# Hilda Bongertman
Hilda Bongertman (* 3. April 1913 in Den Haag; † 18. Mai 2004 in Amsterdam) war eine niederländische Flugbegleiterin, Schriftstellerin und Mitglied der Nationaal-Socialistische Beweging (NSB). Als erste Stewardess der KLM Royal Dutch Airlines erreichte sie nationale Berühmtheit.

## Leben
Hilda Bongertman wurde als Tochter von Anton Bongertman (1878–1941) und Hillechien Wassing (1877–1945) in Den Haag geboren. Ihre Eltern betrieben ein Zigarren- und Tabakgeschäft in Bussum, wo sie mit ihrer älteren Schwester und ihrem älteren Bruder aufwuchs. Sie besuchte die weiterführende Schule, die Hauswirtschaftsschule und machte eine Ausbildung zur Schneiderin. Mit neunzehn Jahren ging sie nach England, um die Sprache zu lernen. Zurück in den Niederlanden absolvierte sie eine einjährige Krankenpflegeausbildung zur Krankenschwesterhelferin am Westergasthuis in Amsterdam. Danach arbeitete sie im Pflegeheim Fjedo in Laren und in einer privaten Anstellung bei einer Familie im Ausland. 1935 trat sie, ebenso wie ihre Eltern und ihr Bruder, der Nationaal-Socialistische Beweging (NSB) bei.

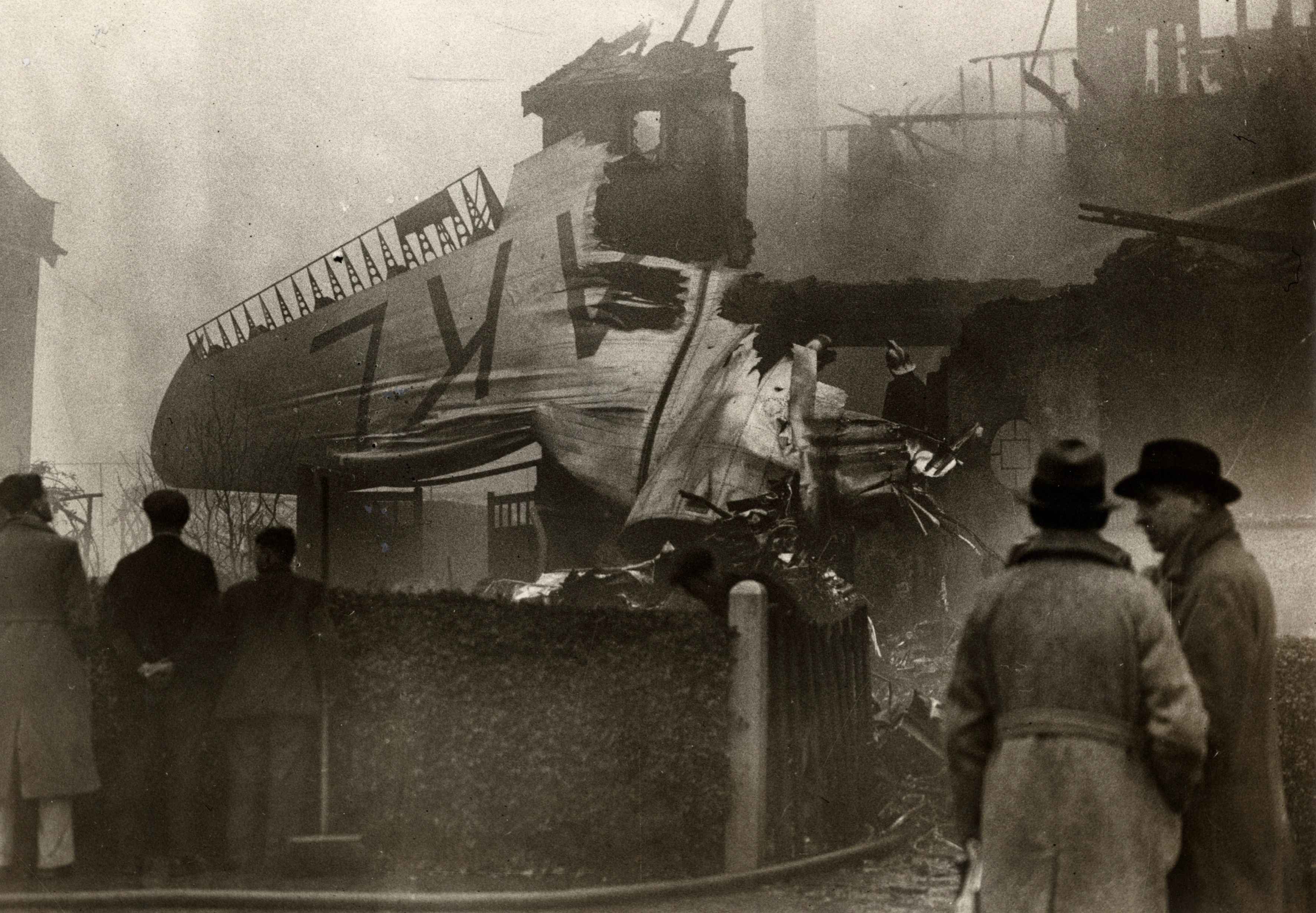
Die DC-2 PH-AKL nach dem Absturz im Dezember 1936

Als die niederländische Fluggesellschaft KLM Royal Dutch Airlines ab 1935 begann, Stewardessen einzustellen, bewarb Hilda Bongertman sich und wurde zum 1. Juli 1935 als erste Flugbegleiterin eingestellt. 1936 veröffentlichte sie unter dem Titel Schiphol uitstappen! (Aussteigen!) ein von der Presse vielbeachtetes Buch über ihre Erlebnisse als Flugbegleiterin. Es erschien mit einem Vorwort des KLM-Direktors Albert Plesman beim Verlag Scheltens & Giltay in Amsterdam. Ihre Popularität erreichte einen Höhepunkt, als am 9. Dezember 1936 die Douglas DC-2 PH-AKL „De Lijster“, auf der sie eingesetzt war, in der Nähe des Croydon Airport in England abstürzte. Das Flugzeug mit dem Ziel Schiphol war bei sehr dichtem Nebel mit einer Sichtweite von weniger als fünfzig Metern gestartet, kam nach dem Start vom Kurs ab, prallte gegen den Schornstein eines Hauses unweit der Startbahn, stürzte in ein unbewohntes Haus und geriet in Brand. Von den vier Besatzungsmitgliedern und dreizehn Passagieren starben fünfzehn Insassen, darunter Juan de la Cierva und Arvid Lindman. Außer einem deutschen Passagier überlebte nur Hilda Bongertman, die ganz hinten im Flugzeug gesessen hatte, mit gebrochenen Rippen und Verbrennungen. Sie hatte sich durch ein Fenster aus der brennenden DC-2 befreien können und stürzte über eine Tragfläche zu Boden. Danach wurde sie eine nationale Berühmtheit, und sie wurde zur Chefstewardess von KLM befördert. 1938 führte sie Gespräche mit Abteilungsleitern der Deutschen Lufthansa, die ebenfalls Stewardessen einstellen wollten.
Mit der Heirat mit dem deutschen Geschäftsmann Johann Erich Heuser (1913–1982) im Oktober 1939 in Bussum musste Hilda Bongertman ihren Beruf aufgeben und verlor wegen der Ehe mit einem Deutschen ihre Mitgliedschaft in der NSB. Ihr Ehemann war ein Nachbar ihrer Eltern und uninteressiert am Nationalsozialismus. Im Juni 1941 ließ Hilda Bongertman sich von ihm scheiden.

### Tätigkeit im Krieg für die NSB
Nach Beginn des Zweiten Weltkrieges und der Besetzung der Niederlande trat Hilda Bongertman erneut der NSB bei, war in der Nationaal-Socialistische Vrouwen Organisatie (NSVO) aktiv und ab Oktober 1941 ein „bevorzugtes“ Mitglied der Germanischen SS. Im Jahr 1942 schrieb sie für die NSB das im nationalsozialistischen Geist verfasste Kinder- und Jugendbuch Jeugd in de branding (Jugend in der Brandung), ein Buch über zwei Jungen aus Amsterdam, die sich der Waffen-SS anschließen. Als sie sich weigerte, auf Geheiß der NSB ihr Manuskript umzuschreiben und verschiedene Textpassagen mit Informationen zur „Judenfrage und der Feindschaft Englands“, die ihr von der Propagandaabteilung der NSB zur Verfügung gestellt worden waren, zu verschärfen und zu erweitern, wurde sie zunächst aus der NSB ausgeschlossen. Dennoch wurde das Buch 1943 in seiner ursprünglichen Form in dem von Anton Mussert gegründeten Verlag „Nederlandsch Nationaal Socialistische Uitgeverij“ (Nenasu) veröffentlicht.
Danach war Hilda Bongertman nacheinander Herausgeberin von Arbeid, dem Organ der nationalsozialistischen Gewerkschaft Het Nederlands Arbeidsfront (NAF), Sekretärin beim nationalsozialistischen Verlag De Amsterdamsche Keurkamer und schließlich Sekretärin des NSB-Bürgermeisters von Winterswijk. Während dieser Zeit schrieb sie für den Nieuwe Winterswijckse Courant mehrere Leitartikel mit einer vehementen prodeutschen Ausrichtung. Sie arbeitete außerdem an einem neuen Roman, der jedoch nicht veröffentlicht wurde.

### Weiteres Leben
Als britische Truppen Ende März 1945 in Winterswijk einmarschierten, stellte sich Hilda Bongertman und wurde zwei Jahre lang im Internierungslager „De Roskam“ in Weesp und in Naarden festgehalten. Bei ihrer Verhandlung vor dem Kriegsgericht in Bussum wurden ihr vor allem ihre Veröffentlichungen in Büchern und Zeitungen vorgeworfen. Sie verteidigte sich selbst und sagte aus, dass sie ihre Haltung während des Krieges zutiefst bereue und auch von den Vernichtungslagern erst nach dem Krieg erfahren habe. Aufgrund dessen und ihrer bereits zweijährigen Inhaftierung wurde sie im Mai/Juni 1947 relativ milde bestraft. Ihr Vermögen von 7.000 Gulden wurde beschlagnahmt, und es wurde ihr vorübergehend das Wahlrecht aberkannt.
Nach ihrer Freilassung lebte Hilda Bongertman in Amsterdam und führte aufgrund ihrer Vergangenheit ein zurückgezogenes Leben. Eine Zeit lang benutzte sie den Nachnamen ihres Ex-Mannes und nannte sich Hilda Heuser. Sie bewarb sich wieder bei der KLM, wurde jedoch als ehemaliges NSB-Mitglied abgelehnt. Sie nahm dann eine Stelle bei einem kleinen Exportunternehmen an und arbeitete später als Chefsekretärin bei der Amstel-Brauerei. Ab etwa 1954 war sie mit der Verwaltungsassistentin und ehemaligen Widerstandskämpferin und Kurierin der illegalen Untergrundzeitung Het Parool Sonja Bonhoffer (1920–1994) fest liiert. Die beiden Frauen wohnten zusammen in der Amsterdamer Elandsgracht und später in der Valeriusstraat. Nach Sonja Bonhoffers Tod im Jahr 1994 wurde Hilda Bongertman eine Zeit lang von ihrer jüdischen Nachbarin Nel Joseph gepflegt. Sie starb 2004 in einem Pflegeheim und hinterließ ihren gesamten Besitz der Familie Joseph.

## Rezeption
Im Jahr 2012 veröffentlichte die Historikerin und ehemalige Flugbegleiterin Ingrid van der Chijs das Buch Luchtmeisjes. Verzet en collaboratie van twee stewardessen über die gegensätzlichen Lebensverläufe der Flugbegleiterinnen Hilda Bongertman und Trix Terwindt, die bei KLM Arbeitskolleginnen gewesen waren. Während Hilda Bongertman der NSB beitrat, schloss sich Trix Terwindt als „Englandfahrerin“ dem niederländischen Widerstand an.
Im Buch 101 Vrouwen en de oorlog (dt.: 101 Frauen und der Krieg) der Historikerin und Schriftstellerin Els Kloek mit 101 Biografien von Frauen, die im Zweiten Weltkrieg im Kontext der niederländischen Geschichte eine Rolle spielten, ist Hilda Bongertman ein Kapitel gewidmet.
Das Luftfahrtmuseum Aviodrome auf dem Gelände des Flughafens Lelystad in Lelystad, das sich vorrangig mit der Geschichte der niederländischen Zivilluftfahrt befasst, zeigte 2020 eine Ausstellung zu Hilda Bongertman und Trix Terwindt.

## Schriften
- Jeugd in de branding. Roman voor jongs menschen. Nenasu, Utrecht 1943.
- Schiphol uitstappen! Ervaringen van een K.L.M.-stewardess. Scheltens, Amsterdam 1982.